# Außenläufer (Fußball)

Die Außenläufer (gelb) im WM-System

Als Außenläufer (auch Seitenläufer oder Half) bezeichnete man in bestimmten historischen Spielsystemen im Fußball die Mittelfeldspieler. Sie bildeten zusammen mit den Halbstürmern das Bindeglied zwischen Abwehr und Angriff; ihr Aktionsfeld war dabei aber, anders als das der Außenverteidiger und Außenstürmer, keineswegs nur nahe der Seitenlinien des Spielfeldes zu finden.
Beispielsweise gab es im WM-System einen rechten und einen linken Läufer, die normalerweise die Rückennummern 4 bzw. 6 trugen und ursprünglich im 2-3-5 (der Schottischen Furche) gemeinsam mit dem nahezu ausschließlich defensiv eingestellten Mittelläufer (Rückennummer 5) die Läuferreihe bildeten. Der Mittelläufer wurde jedoch im 3-2-5 (dem WM-System) zwischen die Verteidiger zurückgezogen. Die direkten Gegenspieler der beiden Außenläufer waren in der Regel die beiden gegnerischen Halbstürmer.

## Beispiele
Die beiden Außenläufer Andreas Kupfer und Albin Kitzinger vom 1. FC Schweinfurt 05 bildeten in der Breslau-Elf das legendäre Außenläuferpaar.
Zu den bekanntesten Außenläufern der 1950er und 1960er Jahre zählen beispielsweise die Weltmeisterschaftsteilnehmer Horst Eckel, Horst Szymaniak, Ernst Ocwirk, Roger Vonlanthen, Billy Wright, Igor Netto und Armand Penverne.